# Königskopf (Museum Schnütgen)

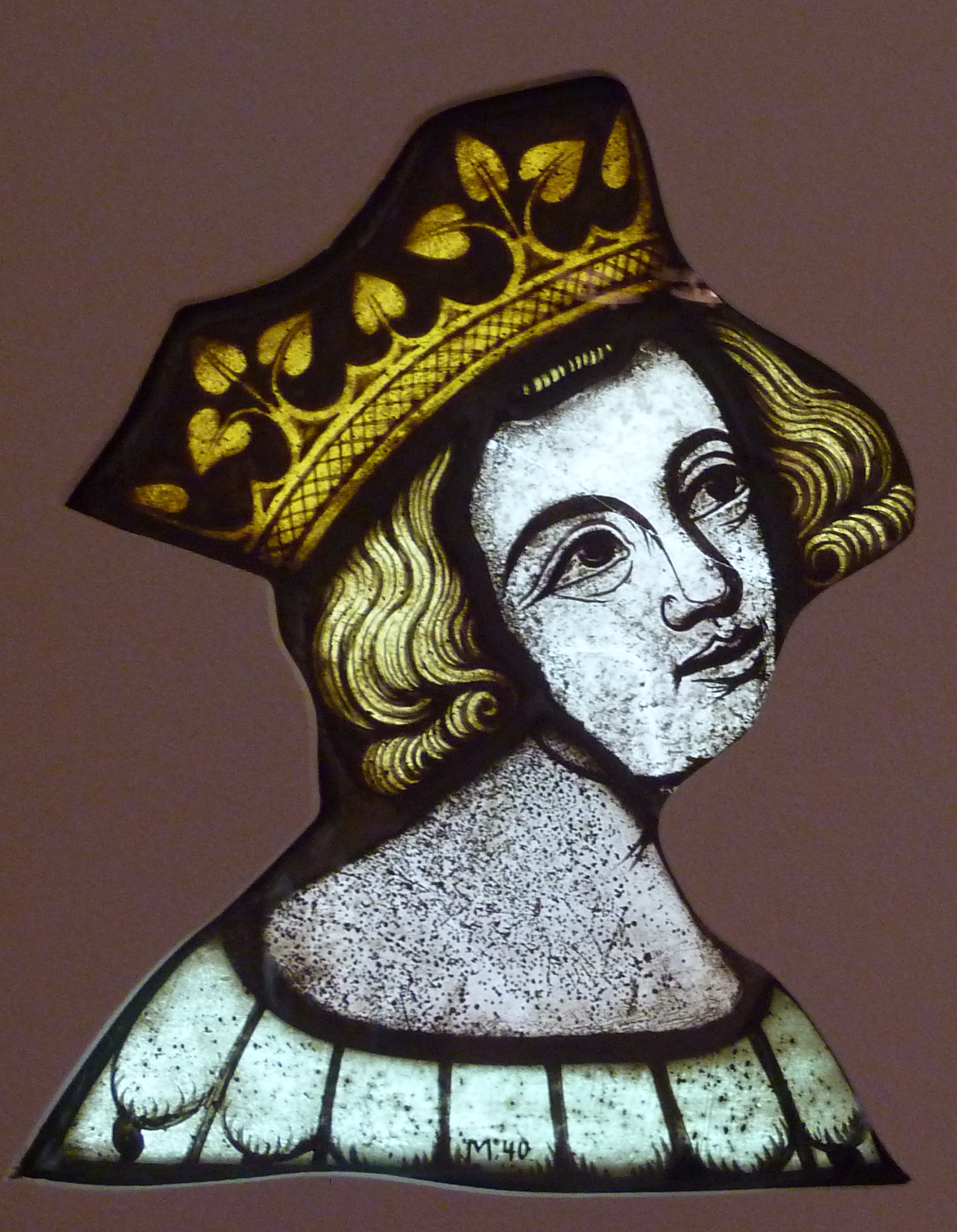
Bleiglasfenster Königskopf

Der Königskopf aus dem Dreikönigenfenster des Kölner Domes ist ein Fragment eines Bleiglasfensters, das von einem unbekannten Künstler zwischen 1315 und 1320 geschaffen wurde. Die Scheibe kam 1901 in die Sammlung von Alexander Schnütgen und befindet sich heute im Museum Schnütgen (Inventar-Nr.: M 40) in Köln.

## Herkunft
Die Scheibe von 20 cm Höhe und 16 cm Breite stammt aus der Scheitelkapelle des Kölner Domes. Bei der Restaurierung der Fenster in den Jahren 1891 bis 1908 unter Leitung des Domkapitulars Alexander Schnütgen wurden – auch nur leicht beschädigte – mittelalterliche Gläser durch Kopien ersetzt, da man statt auf Konservierung vor allem auf Restaurierung und Herstellung eines „perfekten mittelalterlichen Kunstwerkes“ Wert legte. Zwei Drittel des historischen Glasbestands des Dreikönigenfensters wurden bei dieser Restaurierung entfernt. Schnütgen führte das Fragment des Königskopfes dennoch als erhaltenswert seiner Sammlung zu.
Das Dreikönigenfenster, aus der Anbetung der Heiligen Drei Könige, war ab 1315 bei der Neuverglasung des Chorumgangs geschaffen worden. Das Wappen im oberen Teil des Fensters weist auf die Stifterin Sophia Overstolz hin.

## Beschreibung
Der Königskopf ist ein Beispiel für den „schönlinigen, fließenden Stil“ der hochgotischen Kölner Glasmalerei. Er gehört zum jüngsten der drei Könige, die auf dem Fenster abgebildet sind. Der wache Blick des jugendlichen, bartlosen Kopfes mit leichtem Lächeln ist nach rechts gewandt. Gewellte Haare bedecken beide Ohren. Als König ist die dargestellte Person erkennbar durch die Krone und den Hermelinkragen. Der Kopftypus ist auch in der Kölner Tafelmalerei der damaligen Zeit erkennbar.
Das Gesicht und der Hals sind original erhalten, der Rest sind moderne Ergänzungen. Auf dem dicken und leicht welligen Glas befindet sich vorderseitig eine Schwarzlotbemalung.